# Roodborsttapuittiran
De roodborsttapuittiran (Ochthoeca rufipectoralis) is een zangvogel uit de familie Tyrannidae (tirannen).

## Verspreiding en leefgebied
Deze soort komt voor van Colombia tot Bolivia en telt zeven ondersoorten:
- O. r. poliogastra: Sierra Nevada de Santa Marta (Colombia).
- O. r. rubicundula: Serranía del Perijá (Venezuela).
- O. r. obfuscata: van westelijk-centraal Colombia tot noordelijk en noordwestelijk Peru.
- O. r. rufopectus: centraal Colombia.
- O. r. centralis: noordelijk-centraal Peru.
- O. r. tectricialis: zuidelijk-centraal Peru.
- O. r. rufipectoralis: zuidoostelijk Peru en westelijk Bolivia.

## Status
De grootte van de populatie is niet gekwantificeerd maar de soort wordt omschreven als algemeen. Op de Rode lijst van de IUCN heeft deze soort de status niet bedreigd.